# Antoine Montero
Pour les articles homonymes, voir Montero (homonymie).
Antoine Montero est un boxeur professionnel français né à Madrid le 19 décembre 1956.

## Carrière
Originaire de Haute-Savoie, il remporte au cours de sa carrière professionnelle le titre de champion d'Europe EBU : dans la catégorie poids mouches en 1983 puis poids coqs en 1986. Montero raccroche les gants en 1988 sur un bilan de 29 victoires, 5 défaites et 1 match nul.